# Листопадов, Александр Михайлович
Алекса́ндр Миха́йлович Листопа́дов (1873—1949) — советский фольклорист, этнограф и музыковед.

## Биография
Согласно выписке из метрической книги церкви Рождества Богородицы родился 6 (18) сентября 1873 в хуторе Чекалове станицы Есауловской Второго Донского округа области Войска Донского (ныне хутор Чекалов Морозовского района Ростовской области России), в семье учителя Михаила Артемовича Листопадова и жены Куллисты Алексеевны. В опубликованных биографиях и автобиографии сообщается, что он родился в хуторе Насонтове станицы Екатерининской (ныне Краснодонецкой).
В детстве познакомился с донскими песнями и полюбил их. Окончил Новочеркасскую духовную семинарию, где был певцом и дирижёром ученического хора. Затем работал хуторским учителем.
С 1892 года начал собирать и записывать донские казачьи песни. С этой целью по заданию Статистического комитета Войска Донского вместе со своим соратником и другом  Сергеем Яковлевичем Арефиным в 1902-1903 году осуществил фольклорную экспедицию по станицам и хуторам области Войска Донского. В результате за 9 месяцев ими было записано 720 песен. К 1905 году в его собрании насчитывалось около 1200 донских казачьих песен. Одновременно он записывал украинские, калмыцкие, татарские, узбекские, таджикские, уйгурские, иранские, памирские и другие песни. Последняя экспедиция состоялась в  1943 году на только что освобожденной от немецко-фашистских войск территории Ростовской области.
Желая получить серьезные знания в области фольклористики, в 1903 году поехал в Москву. Здесь с 1903 по 1905 годы изучал историю и теорию музыки в Московской консерватории. С 1904 по 1907 год слушал лекции на филологическом факультете Московского университета.
С 1907 по 1920 годы жил и преподавал пение и географию в женских гимназиях Саратова. С 1915 года работал в Саратовской консерватории, где вёл дирижирование и народное творчество. После Октябрьской революции, с 1921 по 1924 год, преподавал народное творчество в Новочеркасском музыкальном техникуме, затем в течение трёх лет работал в Донском педагогическом институте (ныне Ростовский государственный педагогический университет). До 1934 года работал в новочеркасских музыкальных учреждениях, в 1934—1936 годах работал в Душанбе. В 1936—1949 годах жил в Ростове-на-Дону, руководил хором донских казаков.

Памятная доска в Ростове-на-Дону

Умер 14 февраля 1949 года в Ростове-на-Дону. Похоронен на Армянском кладбище города.
Основным его трудом является пятитомник «Песни донских казаков», который был издан с 1949 по 1953 годы. Память о нём увековечена в Ростове-на-Дону — на доме № 44 по улице Советской ему установлена мемориальная доска. В его честь также названа одна из улиц города. 17 апреля 1962 года библиотеке казачьей станицы Александровской (ныне территория Пролетарского района Ростова-на-Дону) было присвоено имя выдающегося собирателя и исследователя донских казачьих песен.

## Основные публикации
- Народная казачья песня на Дону. Донская экспедиция 1902-1903 г.г. С приложением 14 песен в народной гармонизации, карты пути экспедиции и 9 илюстраций. стр. 159-218, 1906 Материалы и исследования по изучению народной песни и музыки, [Вып.1] [6]
- Песни донских казаков, собранные в 1902-1903 гг. А. М. Листопадовым и С. Я. Арефиным Вып. 1 Издание Войска Донского 1911г. [7]
- Донские былины. Ростов-на-Дону, 1945. 91 с.;[8]
- Донские исторические песни. Ростов-на-Дону, 1946. 144 с.; [9]
- Старинная казачья свадьба на Дону. Обряды и словесные тексты.. Ростов-на-Дону, 1947. 120 с.;[10]
- Былинно-песенное творчество Дона  Ростов-на-Дону 1948. 168 с. [11]
- Автобиографические заметки // Советская музыка. 1948. № 7. С. 50-54[12].
- Песни донских казаков. Т.1, ч.1. МузГиз, 1949. 246 с. [13]
- Песни донских казаков. Т.1, ч.2. МузГиз, 1949. 478 с. [13]
- Песни донских казаков. Т.2. МузГиз, 1950. 588 с. [13]
- Песни донских казаков. Т.3. МузГиз, 1951. 483 с. [13]
- Песни донских казаков. Т.4. МузГиз, 1953. 488 с. [13]
- Песни донских казаков. Т.5. МузГиз, 1954. 360 с.[13]